# 15963 Koeberl
A 15963 Koeberl (ideiglenes jelöléssel 1998 CY3) a Naprendszer kisbolygóövében található aszteroida. Eric Walter Elst fedezte fel 1998. február 6-án.